# 瑞恰慈
艾弗·阿姆斯特朗·理查兹（英語：Ivor Armstrong Richards，也作瑞恰慈，1893年2月26日—1979年9月7日），英国文学批评家、诗人、英语教育家。他是新批评学派的创始人之一，也是基本英语运动的主要传播者。

## 生平
瑞恰慈出生于英国柴郡桑德巴奇。他于1911年起就读于剑桥大学，1915年获伦理学学士学位。1918年剑桥大学英语学院成立，他是学院的创始人之一。同时，他开始在剑桥开举办文学讲座，由此走上文学批评之路。1922年至1929年间，瑞恰慈为剑桥大学英语与伦理学讲师。1929年他前往中国，任教于清华大学与燕京大学。1931年起，任美国哈佛大学英语教授。1961年退休后，他开始创作诗歌与戏剧。1973年返回英国剑桥居住。1979年他因病提前结束了在中国的访问回到英国后于9月7日去世，终年86岁。
瑞恰慈将语义学、心理学、哲学等引入文学批评理论。其代表作包括《意义的意义》（The Meaning of Meaning，1923年与查尔斯·凯·奥格登合著）、《文学批评原理》（Principles of Literary Criticism，1924年）、《科学与诗》（Science and Poetry，1926年）、《实用批评》（Practical Criticism，1929年）、《修辞哲学》（The Philosophy of Rhetoric，1936年）等，对20世纪西方文学批评理论有着深远影响，被誉为“现代批评理论之父”。